# Túlvilág (film)
A Túlvilág (eredeti címén, japánul ワンダフルライフ, azaz vandafuru raifu) egy 1998-ban bemutatott japán fantázia-filmdráma Koreeda Hirokazu rendezésében. A „túlvilág előszobájában” játszódó történet szerint az oda kerülő emberek csak egyetlen emléküket választhatják ki életükből, amire örökké emlékezni fognak.

## Cselekmény
|  | Alább a cselekmény részletei következnek! |

A film a „túlvilágon” játszódik, de a környezet mégis pont úgy néz ki, mint egy rendes város kissé lerobbant épülete; a szereplők korábban meghalt, de itt újra élő emberek. Ebben az épületben dolgozik egy csoport, akik hetente kb. 20, a napokban meghalt embert fogadnak, akiknek ki kell választaniuk életük egyetlen emlékét, amiből a csoport néhány nappal később filmet készít, amit levetít az embereknek, akik ezután elhagyják az épületet és a túlvilág egy újabb területére lépnek, de úgy, hogy életükből ez az egyetlen emlékük marad csak meg.
Azon a héten, amit a film bemutat, 22-en érkeznek az épületbe, többségük csak rövid ideig megjelenő mellékszereplő, de vannak néhányan, akiket kicsit hosszabban mutatnak be. A huszonkettő között a legkülönbözőbb korú és stílusú emberek fordulnak elő, van itt például mosolygós öregasszony, akinek legkedvesebb emléke, amikor kislány korában piros ruhában táncolt, van pilóta, aki a felhők közötti repülésre akar emlékezni, van férfi, aki az örömlányokra és van fiatal lány, aki pedig Disneylandre. Végül a három napos határidő leteltekor 20-an megtalálják legfontosabb emléküket, de ketten nem: egy Iszeja nevű fiatalember azért, mert nem is akarja megtalálni, egy Vatanabe nevű nyugdíjas férfi pedig azért, mert nem tudja, annyira átlagos (bár a maga módján boldog) élete volt. Vatanabe beszélgetésbe kezd Mocsizukival, az egyik „kérdezőbiztossal”, aki fiatalnak látszik, de kiderül, hogy valójában ő is 70 év körüli lenne már, ha nem halt volna meg a második világháborúban. Miközben Vatanabe életéről készült videófelvételeket néznek, kiderül, hogy Mocsizuki egykori szerelme, Kjóko, a férfi halála után Vatanabe felesége lett. Mocsizuki még mindig szereti a nőt, ezért úgy dönt: ő is kiválaszt egy vele kapcsolatos emléket, és ezáltal eltávozik munkahelyéről és átlép a túlvilág következő szintjére. Még Siori sem tudja visszatartani: ő egy 18 éves lány, aki gyakornokként Mocsizuki munkatársa volt, és szerelmes volt belé. Az eltávozó Mocsizuki helyét ő veszi át, Iszeja pedig, mivel ő továbbra sem hajlandó emléket választani, nem léphet tovább, ezért itt kell maradnia asszisztensnek.
|  | Itt a vége a cselekmény részletezésének! |

## Szereplők
- Iura Arata ... Mocsizuki Takasi
- Oda Erika ... Szatonaka Siori
- Teradzsima Szuszumu ... Kavasima Szatoru
- Naitó Takasi ... Szugie Takuró
- Kagava Kjóko ... Vatanabe Kjóko
- Tani Kei ... Nakamura Kennoszuke
- Naitó Taketosi ... Vatanabe Icsiró
- Iszeja Júszuke ... Iszeja

## Díjak és jelölések
| 2000 | Chicagói filmkritikusok egyesületének díja             | Legjobb nem angol nyelvű film                    |                                | Jelölés  |
| 2000 | Chlotrudis-díj                                         | Legjobb film                                     |                                | Jelölés  |
| 1999 | Független filmek Buenos Aires-i nemzetközi fesztiválja | Legjobb film                                     |                                | Elnyerte |
| 1999 | Független filmek Buenos Aires-i nemzetközi fesztiválja | Legjobb forgatókönyv                             | Koreeda Hirokazu               | Elnyerte |
| 2000 | Las Vegas-i filmkritikusok egyesületének díja          | Legjobb nem angol nyelvű film                    |                                | Jelölés  |
| 1999 | Manaki testvérek nemzetközi filmfesztivál              | Bronzkamera 300                                  | Jamazaki Jutaka                | Elnyerte |
| 2000 | Mainicsi-díj                                           | Legjobb művészeti rendezés                       | Iszomi Tosihiro, Gundzsi Hideo | Elnyerte |
| 1998 | Nantes-i három földrész fesztiválja                    | Arany Mongolfière-díj                            |                                | Elnyerte |
| 1999 | Newporti nemzetközi filmfesztivál                      | Legjobb film                                     |                                | Jelölés  |
| 1998 | Puszani nemzetközi filmfesztivál                       | Új Áramlat-díj                                   |                                | Jelölés  |
| 1998 | San Sebastián-i nemzetközi filmfesztivál               | FIPRESCI-díj                                     |                                | Elnyerte |
| 1998 | San Sebastián-i nemzetközi filmfesztivál               | Arany Kagylóhéj-díj                              |                                | Jelölés  |
| 1998 | Torinói nemzetközi filmfesztivál                       | Legjobb forgatókönyv                             | Koreeda Hirokazu               | Elnyerte |
| 1998 | Torinói nemzetközi filmfesztivál                       | Torino város díja – legjobb nemzetközi játékfilm |                                | Jelölés  |
| 2000 | Torontói filmkritikusok egyesületének díja             | Legjobb forgatókönyv                             | Koreeda Hirokazu               | 2. hely  |